# Osteomijelitis
Osteomijelitis (OM) ili infekcija kosti je akutni ili hronični inflamatorni proces koji uključuje kost i njene strukture sekundarno nakon infekcije piogenim mikrorganizmima, uključujući bakterije, glivice i mikobakterijei,  ili nespecifični uzročnici.  Kroz istoriju medicine različiti termini su korišćeni za opisivanje inficirane kosti sve dok Nelaton nije smislio termin osteomijelitis 1844. godine.
Iako je bolest opisao Hipokrat još 300-tih godina pre nove ere,  zanimljivo je da su arheološki nalazi pokazali životinjske fosile sa dokazima o infekciji kostiju, što ovu bolest čini jako starijom.
Simptomi OM mogu uključivati bol u određenoj kosti praćen crvenilom, groznicom i slabošću. Dok su duge kosti ruku i nogu najčešće zahvaćene kod dece (npr. butna kost i nadlaktica),  stopala, kičma i kukovi najčešće su zahvaćeni kod odraslih.
Pre uvođenja penicilina 1940-ih, lečenje osteomijelopatisa se odvajalo. drenažom, i pakovanjem rane nakon čega se zaštićeno područje ostavljalo da zaceli sekundarnim procesom, što je rezultovalo visokim mortalitetom od sepse. Od dostupnosti antibiotika, stopa smrti od osteomijelitisa, uključujući stafilokokni osteomijelitis, značajno se poboljšala.
OM može nastati širenjem infekcije iz krvi ili okolnog tkiva. Rizici za razvoj osteomijelitisa uključuju dijabetes, intravensku upotrebu lekova, prethodno uklanjanje slezine i traumu obolelog područja.
Dijagnoza se obično postavlja na osnovu simptoma i osnovnih laboratorijskih testova kao što su C-reaktivni protein (CRP) i brzina sedimentacije eritrocita (ESR), jer radiografski nalazi obično nisu upečatljivi u prvih nekoliko dana nakon akutne infekcije.  Kod potpuno razvijene kliničke slike dijagnoza se potvrđuje testovima krvi, medicinskim snimanjem ili biopsijom kosti.
Ishodi lečenja bakterijskog osteomijelitisa su generalno dobri kada je stanje prisutno samo kratko vreme. Kod ljudi sa slabim protokom krvi može biti potrebna amputacija obolelog dela tela. Lečenje relativno retkog gljivičnog osteomijelitisa kao infekcije micetomom podrazumeva upotrebu antifungalnih lekova. Za razliku od bakterijskog osteomijelitisa, amputacija ili resekcije velikih kostiju su češći kod zapuštenog gljivičnog osteomijelitisa (micetoma) gde infekcije stopala predstavljaju većinu slučajeva.
Na globalnom nivou oko 2,4 osobe na 100.000 ljudi oboli od osteomijelitisa svake godine. Mladi i stari su češće pogođeni OM. Muškarci su češće pogođeni nego žene.  Pre dostupnosti antibiotika, rizik od smrti je bio značajan.

## Epidemiologija
Ukupna incidencija osteomijelitisa u Sjedinjenim Američkim Državama je uglavnom nepoznata, ali izveštaji pokazuju da je regiistrovan 1 slučaj na 675 hospitalizacija u SAD svake godine ili oko 50.000 slučajeva godišnje.
Druge studije pokazuju ukupnu incidencu osteomijelitisa od 21,8 slučajeva na 100.000 slučajeva-godina.
Incidencija je veća kod muškaraca iz nepoznatih razloga. OM raste sa godinama, uglavnom zbog povećanja prevalencije komorbidnih faktora kao što su dijabetes melitus i periferna vaskularna bolest. Takođe, povećanje dostupnosti osetljivih imidž testova, kao što su magnetna rezonanca (MR) i scintigrafija kostiju, poboljšalo je dijagnostičku tačnost i mogućnost karakterizacije infekcije.

## Vrste koštanih infekcija
Sve koštane infekcije (osteomijelitis) u zavisnosti od uzročnika dele se na:

#### I. Nespecifične infekcije koštanog tkiva

##### 1. Akutni oblik
1.1. Hematogeni osteomijelitis
1.2. Egzogeni osteomijelitis (osteitis)

##### 2. Hronični oblik
2.1. Sekundarno hronični osteomijelitis
2.2. Primarno hronični osteomijelitis
- Abseesus Brodie

- Osteomyelitis sclerosans - Garre

#### II. Specifične infekcije koštanog tkiva
1. Tuberkulozni osteomijelitis
2. Luetični osteomijelitis
3. Virusni osteomijelitis

## Etiologija
Zdrava netaknuta kost je otporna na infekcije. Kost postaje podložna oboljenjima pod dejstvom različitih etioloških faktora, kao što su:
- poremećaji cirkulacije,

- dejstvo fizičkih i hemijskih faktora.
- unošenjem velikog inokuluma bakterija koji uzrokuju infektivno zapaljenje kosti (osteomijelitis).

Patogeni mikroorganizmi koji uzrokuju infektivno zapaljenje kosti (osteomijelitis) najčešće prodiru u kost na dva načina i to:
- Hematogenim putem iz nekog udaljenog žarišta u organizmu (furunkul), ili oni delovi tela koji su najbolje vaskularizovani. Kod dece to su metafizarni delovi dugih kostiju. Ovako nastali osteomijelitis naziva se hematogeni osteomijelitis.

- Egzogenim putem, nakon direktnog unošenja mikroorganizama u kost u toku povreda, nakon oteosinteza zatvorenih preloma, ugradnja veštačkih zglobova). Egzogeni osteomijelitis može nastati i iz žarišta mekih tkiva u blizini kosti, odakle se infekcija direktno širi na kost.

Za egzogene forme osteomijelitisa upotrebljava se i izraz osteitis, dok se za hematogene forme koštane infekcije upotrebljava isključivo izraz osteomijelitis. Na taj način terminološki se pravi razlika prema etiologiji nastanka koštane infekcije
Određene bakterije kao što je Staphilococcus aureus prianjaju na kost ekspresijom receptora, nazvanih adhezini, za neke komponente koštanog matriksa, uključujući laminin, kolagen, fibronektin i koštani sialoglikoprotein. S. aureus eksprimira adhezin koji vezuje kolagen, što omogućava njegovo vezivanje za koštanu hrskavicu, dok je uloga adhezina koji vezuje fibronektin u vezivanju bakterija za hirurški implantirane uređaje u kosti nedavno otkrivena. Takođe je zanimljivo primetiti da S. aureus može preživeti intracelularno nakon što je internalizovana kultivisanim osteoblastima. Neke bakterije stvaraju zaštitni sloj biofilma oko sebe i ispod površine. Ova karakteristika nekih bakterija da se prianjaju za kost i hirurški implantirane uređaje nakon čega izražavaju fenotipsku rezistenciju na antibiotsku terapiju i njihovu sposobnost da prežive intracelularno može objasniti perzistentnost koštanih infekcija i visoke stope neuspeha kraćih kurseva antimikrobnog tretmana.

## Patofiziologija
Kost se može inficirati hematogenim putem infekcije putem bakteremične setve kosti iz udaljenog izvora infekcije, susednog širenja iz okolnog tkiva i zglobova, ili direktnog inokulacije kosti od traume ili operacije. Hematogeni osteomijelitis se češće javlja kod dece u odnosu na odrasle, a najčešće su zahvaćene duge kosti. Kod odraslih, hematogeni osteomijelitis najčešće pogađa pršljenove. Kontinualni osteomijelitis kod mladih odraslih obično se javlja u uslovima traume i povezanih operacija, dok je kod starijih osoba infekcija tipično povezana sa dekubitusnim ulkusima i inficiranim artroplastikama zglobova. Osteomijelitis povezan sa vaskularnom insuficijencijom često se javlja u prisustvu osnovnog dijabetes melitusa.
Kod pacijenata sa dijabetesom, osteomijelitis obično nastaje usled kompromitovanog snabdevanja krvlju donjih ekstremiteta, što doprinosi smanjenju lokalnog imuniteta i zarastanja kože, promovišući širenje infekcije. Senzorna neuropatija u okruženju dijabetes melitusa predisponira formiranju kožnih ulceracija na mestima pritiska i traume, što još više komplikuje stvari.
Kontinualni osteomijelitis se često razvija kod oslabljenih pacijenata koji su u invalidskim kolicima ili vezani za krevet i koji su predisponirani za ulceracije kože uzrokovane pritiskom, posebno na sakrumu, zadnjici, kukovima i peti. Ovi čirevi su tipično kolonizovani polimikrobnom florom iz kože i gastrointestinalnog trakta, tako da se infekcija mekog tkiva može brzo proširiti na osnovnu kost.  Drugi izvori kontinualnog osteomijelitisa su traume koje dovode do inficirane, izložene kože i mekog tkiva. Osteomijelitis sa direktnom inokulacijom bakterija može se javiti u uslovima otvorenih preloma, rekonstruktivne hirurgije kostiju ili prilikom postavljanja ortopedskog hardvera.

## Klinička slika
Klinička slika osteomijelitis može imati tok akutnog, fulminantnog zapaljenja, ako je prouzrokovan piogenim mikroorganizmima, subakutni tok ili tok hroničnog granulomatoznog zapaljenja, akutnog negnojnog osteomijelitisa (tuberkulozni osteomijelitis, luetični osteomijelitis, virusni osteomijelitis, gljivični osteomijelitis).

### Akutni hematogeni osteomijelitis (endogeni osteomijelitis)
Bolest počinje naglo sa groznicom, glavoboljom i povraćanjem. Obično u toku noći pacijente se budi sa vrlo visokom temperaturom koja se kreće oko 40°C. Postoji izrazito ubrzanje pulsa i preko 120/min. Mali bolesnik vrlo često pokazuje delirantno stanje sa prostracijom ili bez nje. Prisutni su poliartikularni bolovi zbog septikemije. Uskoro se bol lokalizuje u jednom segmentu metafize. Bol u ekstremitetu je dominantan lokalni znak. Lokalni bol je stalan, neizdrživ i pojačava se na najmanji dodir.

### Egzogeni osteomijelits (osteitis)
Kod posttraumatskih infekcija kosti, nekrotična kost usled traume, kontaminirana mikroorganizmima je mesto početka bolesti. U tom predelu infekcija je slična hroničnom osteomijelitisu.  U kliničkoj slici prisutna je temperatura, drhtavica, malaksalost i izostanak inflamacije, kao što su supuracija, hiperemija i otok. Sve je to praćeno pojačanim bolom na mestu preloma i operativnog zahvata.

## Dijagnoza
Postavljanje dijagnoze osteomijelitisa je ključno za pružanje brzog i adekvatnog lečenja. Različite tehnike snimanja igraju ključnu ulogu u ranoj dijagnozi i praćenju, jer simptomi osteomijelitisa mogu biti slični simptomima mnogih drugih bolesti kostiju. Skeniranje kostiju i biopsija kostiju su testovi koji pomažu u dijagnostici ovog poremećaja tako da se lečenje može započeti odmah.
Dijagnoza osteomijelitisa se obično postavlja korišćenjem bakterijske kulture iz koštane biopsije, u kombinaciji sa markerima iz histološkog izveštaja i nalazima zapaljenja i/ili osteonekroze. Hemokulturu treba uzeti kod svakog bolesnika, kod koga se sumnja na akutni hematogeni osteomijelitis. Hemokultura je pozitivna u vise od 50% slučajeva. Hemokultura može potvrditi uzročnika već u toku 24 sata. Sedimentacija eritrocita je obično ubrzana. Broj leukocita je povećan, kao i procenat polimorfonukleara.
U uslovima pozitivne bakterijske kulture traže se radiografski nalazi koji ukazuju na osteomijelitis, i u tom slučaju biopsija kosti možda neće biti potrebna.
Dijagnostikovanje hroničnog osteomijelitisa može se pokazati kao izazov kada je prisutan protetski materijal, ulceracija kože ili mekog tkiva ili vaskularna insuficijencija. Međutim, drenažni sinusni trakt je skoro uvek dijagnostika hroničnog osteomijelitisa. Dodatni prikazi hroničnog osteomijelitisa uključuju prelome koji ne zarastaju i Brodijev apsces (poseban oblik hroničnog osteomijelitisa koji prati akutni napad organizma čija je virulencija ravnomjerno usklađena sa otporom pacijenata). Brodijev apsces se takođe naziva poseban oblik subakutnog osteomijelitisa.
Klinički pristup pacijenata sa sumnjom na osteomijelitis, uključujući dobijanje odgovarajuće istorije i fizičkog pregleda, vrši se procena svih predisponirajućih faktora, uključujući dijabetes, vaskularne patologije, bilo koju istoriju nedavnih procedura, upotrebu droga ubrizgavanjem i sve povezane traume. Ako se sumnja na osteomijelitis na osnovu kliničke istorije i drugih fizičkih nalaza, mogu se naručiti obični radiografi zahvaćenih kostiju, laboratorijska procena upale i hemokulture. Ako je pacijent dijabetičar i ima simptome koji se odnose na stopalo, ili ako pacijent ima simptome koji se odnose na kičmu, onda je magnetna rezonantna tomografija (MRT) test izbora.
Radiografski nalazi ne ukazuju na potrebu za biopsijom kosti osim ako su hemokulture pozitivne na bakterije kao što su Staphilococcus aureus ili Pseudomonas aeruginosa . Bakterijska kultura iz biopsije kosti se zatim može koristiti za usmeravanje antimikrobne terapije. U nedostatku bilo kakvih dokaza pronađenih na MRT ili kompjuterizovanoj tomografiji, osteomijelitis je malo verovatan.

## Diferencijalna dijagnoza
U diferencijalnoj dijagnozi na prvom mestu dolaze druge moguće infekcije, kao što su septični artritis, celulitis, apscesi mekih tkiva. Potom slede leukemiju, Evingov sarkom i druge neoplazmatske formacije.

## Terapija
Lečenje osteomijelitisa zavisi od obima infekcije. Možda će biti potrebno prvo hirurški drenirati i očistiti zaraženo područje, a zatim nastaviti lečenje antibiotskom terapijom. U nekim slučajevima može biti potrebno presađivanje kosti.
Da bi se sprečio osteomijelitis kod odraslih nakon otvorene traume, profilaktičke antibiotike treba davati intravenozno (putem IV) da bi se smanjio rizik od infekcije mekog tkiva. Ako je moguće, antibiotska terapija treba da bude prilagođena nalazima kulture tkiva. Međutim, ako pacijent nije stabilan, a rezultati kulture nisu dostupni, onda treba dati antibiotike širokog spektra. Ako i nakon što je infektivni organizam identifikovan, osteomijelitis se obično leči velikim dozama odgovarajućih antibiotika. Lečenje intravenskim davanjem antibiotika nije neuobičajeno, iako su neki od novijih antibiotika efikasni kada se daju oralno.
Lečenje antibioticima može trajati od nekoliko dana do nekoliko nedelja, ali trajanje terapije nije izvesno i obično je individualizovano na osnovu napretka datog pacijenta. Antibiotska terapija osteomijelitisa obično zahteva produženi režim uzimanja lekova, obično u obliku ambulantnih IV antibiotika. Mnogi stručnjaci favorizuju IV antimikrobnu terapiju do 6 nedelja od trenutka kada je mesto infekcije isušeno i hirurški očišćeno. Ovo se posebno odnosi na pacijente sa vaskularnim oboljenjima, jer antibiotici teže dospevaju do kosti, pa se favorizuje produženi režim.
Najvažnije je da se dijabetičari i oni sa vaskularnim poremećajima leče što je pre moguće zbog sumnje na osteomijelitis. Ako se ne leči, ovaj poremećaj može dovesti do uništenja kosti i okolnog tkiva i može dovesti do amputacije zahvaćenih prstiju ili stopala. Drugi tretman je simptomatski i podržavajući. Svaka infekcija protetskog zgloba mora se lečiti trenutnim uklanjanjem proteze i ponovnom implantacijom.
Dodatne terapije uključuju hiperbarični kiseonik i terapiju rana pod negativnim pritiskom (zatvaranje uz pomoć vakuuma). To je zato što kiseonik može pomoći imunološkim ćelijama da funkcionišu, pošto je osteomijelitis povezan sa smanjenim protokom krvi i ograničenim pristupom kiseoniku u inficiranom koštanom tkivu.

## Komplikacije
Najčešća komplikacija akutnog hematogenog osteomijelitisa predstavlja recidiv infekcije. Hronični osteomijelitis je javlja u oko 20% slučajeva. Septični artritis, sa teškim oštećenjem zgloba, destrukcijom epifizne površine i zastojem rasta predstavljaju veoma teške komplikacije akutnog hematogenog osteomijelitisa. 
Najčešće komplikacije hroničnog osteomijelitisa su patološke frakture, amiloidoza i planocelularni karcinom u predelu otvora fistuloznog kanala.

## Spoljašnje veze
- 00298 kod CHORUS

|  | Molimo Vas, obratite pažnju na važno upozorenje u vezi sa temama iz oblasti medicine (zdravlja). |